# Carly Patterson
Carly Rae Patterson (n. 4 februarie 1988, Parohia East Baton Rouge, Louisiana, SUA) este o gimnastă americană.
La Jocurile Olimpice de la Atena, 2004, a obținut Medalia de Aur la concursul general individual de gimnastică feminină; La concursul general pe echipă, Carly Patterson, a obținut Medalia de Argint și tot argint la bârnă.